# Jonesia Kabakama
Jonesia Rukyaa Kabakama (* 1989) ist eine tansanische Fußballschiedsrichterin.
Seit 2015 steht sie auf der FIFA-Liste und leitet internationale Fußballpartien.
Beim Afrika-Cup 2016 in Kamerun pfiff Kabakama zwei Partien, darunter das Spiel um Platz 3 zwischen Ghana und Südafrika (1:0).
Kabakama war Schiedsrichterin beim Algarve-Cup 2017 und Algarve-Cup 2018.
Beim Afrika-Cup 2018 in Ghana leitete Kabakama zwei Spiele, darunter das Halbfinale zwischen Südafrika und Mali (2:0).